# 阮福良城
阮福良城（越南语：／；1825年—1890年），越南阮朝宗室、官員。

## 生平
阮福良城出身第一正系建安王房，是建安王阮福旲第四子，初封奉國卿，担任第一正系司教。嗣德三十一年（1878年），加封助國卿，仍任第一正系司教。嗣德三十四年（1881年），升授太僕寺卿，辦理吏部事務，兼攝尊人府右尊卿。當時清商梁信和和李炤因為廣南關稅相爭，阮廷內閣無法決斷。良城建議，想要增加課稅，只需讓李炤按照梁信和的價格納稅。如果李炤不願，則讓梁信和納稅即可。事端因此平息，嗣德帝對他大為贊賞，擢升良城為吏部左侍郎，仍兼攝左尊卿。不久良城改任禮部侍郎。
建福帝繼位後，加賞羣臣，良城賞加軍功二級和一枚龍雲契會大項金錢，升任吏部參知。同慶乙酉年（1885年），升署清化總督。同慶元年（1886年），良城因清化原廟祀器丟失，被貶為光祿寺卿，領禮部侍郎，兼管大理寺印篆，隨即改授廣義布政使。
成泰二年（1890年），良城因事貶為尊人府員外郎，不久改任鴻臚寺少卿，辦理吏部事務。同年在任上病逝，享年六十六歲。追贈鴻臚寺卿。

## 子女
子阮福建鏧襲封縣侯。